# Культура компьютерных игр
Культу́ра компью́терных и́гр — всемирная субкультура, объединяющая игроков в компьютерные игры. По мере развития компьютерных игр, их усложнения, но одновременно всё большей доступности и популярности всё более значительной становилась их роль в массовой культуре, особенно для подростков и молодёжи. Культура компьютерных игр развивалась параллельно с интернет-культурой и приходом новых технологий, как распространение мобильных устройств или видеостриминговых сервисов, и демографический состав игроков сильно менялся на протяжении лет.
Люди, часто играющие в компьютерные игры, часто обозначаются понятием «геймер». Общая культура компьютерных игр может охватывать как «казуальных» игроков, так и увлечённых энтузиастов, для которых игры являются одним из основных хобби, и профессиональных киберспортсменов. С появлением и ростом популярности многопользовательских и онлайн-игр сами игры стали полем для образования социальных сетей и сообществ.

## Определение
Среди учёных, исследующих сообщества игроков в компьютерные игры с социологической точки зрения, нет единого мнения о том, применимо ли к сообществам игроков само понятие «субкультура», но это понятие используется наиболее широко. 

В отличие от таких членов субкультур, как готы или панки, геймеры не имеют явных опознавательных знаков, соотносящих их с культурой компьютерных игр, однако на собраниях активных геймеров, ролевых играх или игровых конвенциях (к примеру, Игромир), можно заметить ряд особенностей геймеров.
«Во-первых, геймеры разговаривают на определённом жаргоне, так как они играют в те или иные игры, в которых присутствуют особые термины. У игроков также имеется ряд ритуалов: они собираются вместе, чтобы играть в игры, и часто обладают специальными изданиями видеоигр, игровыми устройствами, книгами, основанными на той или иной игре, плакатами и прочей атрибутикой, которые указывают на принадлежность к игровой культуре. Геймеры часто присутствуют на посвящённых играм веб-сайтах и досках обсуждений, которые создают особые, отдельные виртуальные пространства. Эти описания игровой культуры приближены к феномену фэндома, и к тому же, фэндомы, возникшие в результате популярности трудов научной фантастики, фэнтези и жанра ужасов также нередко пересекаются с культурой видеоигр».

## Демография
В 2018 году в мире насчитывается 2,3 млрд игроков, из которых 35 % — лица мужского пола от 21 до 50 лет, а 28 % представлены женщинами того же возраста. В США, которые являются одним из наиболее популярных рынков видеоигр, исследование Entertainment Software Association показало, что в стране по меньшей мере 67 % семей обладают устройством, предназначенным для компьютерных игр.

### В России
На момент 2012 года исследование Mail.Ru Group установило, что доля женщин среди российских игроков (54 %) оказалась выше доли мужчин (46 %), причём женщины отдают предпочтение играм в социальных сетях, в то время как среди мужчин популярны однопользовательские компьютерные игры для персонального компьютера.

По результатам того же исследования:
«В РФ значительная часть игроков — люди в возрасте от 18 до 36 лет; однако и представители других возрастных групп также играют в компьютерные игры. Так, 14 % любителей клиентских игр — люди в возрасте 46 лет и старше, а для компьютерных оффлайн-игр и социальных игр доля игроков этого возраста ещё выше. В целом, средний возраст компьютерного игрока составляет 34 года».

## YouTube
Отличительной особенностью культуры компьютерных игр является деятельность геймеров на сайте YouTube. Игровые каналы на YouTube пользуются огромной популярностью, о чём свидетельствуют миллионы подписчиков на каналы, посвящённые прохождениям видеоигр и летсплеям. Так, самый популярный канал на YouTube, принадлежащий Феликсу Чельбергу, PewDiePie, насчитывает 100 миллионов подписчиков и обрёл известность благодаря трансляции оригинальных способов прохождения компьютерных игр.

## Компьютерные игры в массовой культуре
Компьютерные игры присутствуют в различных сегментах массовой культуры, и такие игры, как Mario, Пак Ман, The Legend of Zelda и Final Fantasy принято называть феноменами поп-культуры, которые оказали на неё значительное влияние.
По мотивам игр был снят ряд фильмов, среди них «Лара Крофт: Расхитительница гробниц», Смертельная битва, «Обитель зла», «Сайлент Хилл» и т. д. В 1989 году вышел фильм Волшебник, в нём игру Super Mario Bros. 3 показали до релиза, что вызвало рост интереса к ней в США. В 2018 году вышел фильм «Первому игроку приготовиться», сюжет которого основан на роли видеоигр в обществе, а также включает в себя более 100 «пасхалок», то есть отсылок к играм, вышедшим за последние десятилетия.
Мотив видеоигр также присутствует в сюжетах таких популярных аниме и манга, как Dragon Drive и Sword Art Online[значимость факта?].

## Критика
Научно-исследовательские работы не находят связи между жестокостью в видеоиграх и агрессивным поведением.
Крейг Андерсон, профессор психологии Айовского университета, неоднократно заявлял о прямом влиянии влияния насилия в компьютерных играх на психику, но профессор психологии Стетсонского университета Кристофер Фергюссон в ответ открыто заявил, что исследования Андерсона методологически несовершенны, а те, что проведены по всем правилам, не только не находят положительной связи между склонностью к совершению преступлений, но, напротив, находят отрицательную.

Некоторые утверждают, что игры заменяют людям реальность и заставляют геймеров чувствовать себя более комфортно в виртуальной реальности, нежели в физическом мире. Также существует связанное с этим положение о том, что видеоигры делают геймеров асоциальными и препятствуют живому общению. В опровержение этому были приведены результаты исследования Mail.ru Group:
«В целом, подавляющее количество респондентов играют в игры с кем-либо из своего социального окружения. Но если в онлайн-игры чаще всего играют с кем-либо из друзей и знакомых, одноклассников, то в оффлайн-игры предпочитают играть, прежде всего, с членами семьи. С коллегами по работе играет 32 % онлайн-игроков».